# Hwataedo
Hwataedo är en ö i Sydkorea.   Den ligger i provinsen Södra Jeolla, i den södra delen av landet, 300 km söder om huvudstaden Seoul. Arean är 2,7 kvadratkilometer.
Terrängen på Hwataedo är platt. Öns högsta punkt är 112 meter över havet. Den sträcker sig 2,4 kilometer i nord-sydlig riktning, och 3,0 kilometer i öst-västlig riktning.